# Skutskärs distrikt
Skutskärs distrikt är ett distrikt i Älvkarleby kommun och Uppsala län. Distriktet omfattar större delen av tätorten Skutskär samt ett mindre omkringliggande område vid Dalälvens mynning i Gävlebukten.

## Tidigare administrativ tillhörighet
Distriktet inrättades 2016 och utgörs av en del av Älvkarleby socken i Älvkarleby kommun.
Området motsvarar den omfattning Skutskärs församling hade vid årsskiftet 1999/2000 och som den fick 1 maj 1909 efter utbrytning ur Älvkarleby församling.

## Tätorter och småorter
I Skutskärs distrikt finns en tätort men inga småorter.

### Tätorter
- Skutskär (del av)